# Karel Choennie
Karel Choennie (20 december 1958) is een Surinaams geestelijke en een bisschop van de Rooms-Katholieke Kerk. Zijn wapenspreuk uit Mattheüs 22 gaat over het 'grootste en eerste gebod en het tweede daaraan gelijk': Diliges dominum et proximum tuum - Heb de Heer lief en je naaste.

## Loopbaan
Choennie studeerde pedagogie aan de Katholieke Universiteit Nijmegen en theologie aan het grootseminarie van Port of Spain. Hij studeerde af in de pastoraaltheologie aan de Katholieke Universiteit Leuven.
Choennie werd op 30 september 1985 priester gewijd. Vervolgens was hij werkzaam als pastoor, bisschoppelijk vicaris, vicaris-generaal en gerechtsvicaris in het bisdom Paramaribo.
Op 11 november 2015 werd hij benoemd tot bisschop van Paramaribo. Hij is de opvolger van Wilhelmus de Bekker, die op 31 mei 2014 met emeritaat was gegaan. Karel Choennie is de tweede bisschop van Paramaribo van Surinaamse afkomst, maar de eerste met Hindoestaanse wortels.
Choennie was tot 2022 voorzitter van de Interreligieuze Raad in Suriname. Hij is rond 2024 voorzitter van het Comité Christelijke Kerken (CCK).

## Opvattingen

### Celibaat en vrouwelijke priesters
Choennie was een van de bisschoppen die in 2019 voor een versoepeling van het celibaat in het Amazonegebied heeft gestemd. Deze bisschoppelijke aanbeveling is door de paus echter niet opgevolgd. Volgens Choennie zou het evenwel goed zijn als vrouwen toegang krijgen tot het diaconaat en dat zij een plek in de gezagsstructuur van de kerk gaan innemen die hen toekomt. Op termijn zouden vrouwen ook tot priester moeten kunnen worden gewijd.

### Kerk en animistische religies
Volgens Choennie dient de kerk zich ervan bewust te zijn dat zij onvoldoende heeft gedaan tegen mensenrechtenschendingen ten tijde van de slavernij en dient zij de geschiedenis zo waarheidsgetrouw mogelijk te (her)schrijven door terug te gaan naar kerkelijke en andere bronnen aangaande de plantages en de stad. De kolonisatie en kerstening heeft inheemse culturen vernietigd en de Afrikaanse cultuur (winti) zwaar onderdrukt, maar God openbaart zich in alle culturen, aldus Choennie, en het is dan ook een opdracht voor de kerk om elementen in ontvangende culturen positief te waarderen en bepaalde gebruiken over te nemen. Het voorouderlijk bewustzijn en een meer animistische omgang met de natuur -waar de mens een onderdeel van uitmaakt maar niet de baas over is- sluit aan bij de waarden zoals verwoord in de encycliek Laudato Si (2015).